# Overstrand (Południowa Afryka)
Overstrand – gmina w Republice Południowej Afryki, w Prowincji Przylądkowej Zachodniej, w dystrykcie Overberg. Siedzibą administracyjną gminy jest Hermanus.